# الانتخابات في اليمن
تنتخب اليمن على الصعيد الوطني الرئيس (رئيس الجمهورية)، والسلطة التشريعية (مجلس النواب اليمني. يتم انتخاب الرئيس لمدة سبع سنوات بالناس. يتكون البرلمان (مجلس النواب اليمني) من 301 عضواً، ينتخبون لمدة ست سنوات في الدوائر الانتخابية ذات المقعد الواحد.
ويعتبر اليمن عادة مهيمنة على السلطة من حزب المؤتمر الشعبي العام، يسمح لأحزاب المعارضة بخوض الانتخابات ولكنها تعتبر على نطاق واسع أنه ليس أمامها أي فرصة حقيقية للحصول على السلطة.
حق الاقتراع في اليمن لسن 18 عاماً فما فوق. ينص الدستور على أن ينتخب الرئيس بالتصويت الشعبي من بين مرشحين اثنين على الأقل التي يزكيهما البرلمان.
في عام 1999 عقدت أول انتخابات رئاسية مباشرة وفاز بها علي عبد الله صالح، رئيس المؤتمر الشعبي العام لمدة خمس سنوات، التي تم تمديدها لمدة سبع سنوات في عام 2001. أعيد انتخابه في سبتمبر 2006 بنسبة 77% من أصوات الناخبين. وينتخب الناخبين أيضاً البرلمان كل ست سنوات، وكان آخرها في أبريل 2003. على الرغم من أن الانتخابات في عام 2006 (الرئاسية والمحلية) قد اعتبرت من المراقبين الدوليين مفتوحة وتنافسية بشكل عام، إلا أنه كانت هناك تقارير عن مخالفات مثل التصويت دون السن القانونية والمكررة واستخدام أموال الدولة لدعم مرشحين من حزب المؤتمر الشعبي العام. كان من المقرر عقد الانتخابات البرلمانية المقبلة في عام 2011 ولكن بسبب أحداث ثورة الشباب اليمنية تم تأجيلها.

## الرئاسية

### 1999
| المرشحين                                      | الأصوات | %      |
| --------------------------------------------- | ------- | ------ |
| علي عبد الله صالح - المؤتمر الشعبي العام      |         | 96.3   |
| نجيب قحطان الشعبي - مستقل                     |         | 3.7    |
| الإجمالي                                      |         | 100.00 |
| المصدر: Nohlen, Grotz & Hartmann 2001, p. 310 |         |        |

### 2006
| المرشحين                                 | الأصوات   | %      |
| ---------------------------------------- | --------- | ------ |
| علي عبد الله صالح - المؤتمر الشعبي العام | 4,149,673 | 77.17  |
| فيصل بن شملان - تكتل اللقاء المشترك      | 1,173,075 | 21.82  |
| آخرون                                    | 54,490    | 1.01   |
| مجموع الأصوات الصحيحة (حضور 65.2%)       | 5,377,238 | 100.00 |
| أصوات غير صالحة                          | 648,580   |        |
| إجمالي عدد الأصوات المدلى بها            | 6,025,818 |        |
| سجل الناخبين                             | 9,248,456 |        |
| المصدر: يمن تايمز[بحاجة لرقم الصفحة]     |           |        |

### 2012
| المرشحين                                  | الأصوات    | %      |
| ----------------------------------------- | ---------- | ------ |
| عبد ربه منصور هادي - المؤتمر الشعبي العام | 6,621,921  | 99.80  |
| مجموع الأصوات (حضور 65.2%)                | 6,635,192  | 100.00 |
| سجل الناخبين                              | 10,243,364 |        |
| المصدر:Le Figaro (عن مصدر حكومي)          |            |        |

## البرلمانية

### 1993
| الحزب                          | الأصوات   | %    | المقاعد |
| ------------------------------ | --------- | ---- | ------- |
| المؤتمر الشعبي العام           | 640,523   | 28.7 | 123     |
| التجمع اليمني للإصلاح          | 379,987   | 17.0 | 62      |
| الحزب الاشتراكي اليمني         | 413,404   | 18.5 | 56      |
| حزب البعث العربي الاشتراكي     | 76,520    | 3.4  | 7       |
| حزب الحق                       | 18,454    | 0.8  | 2       |
| التنظيم الوحدوي الشعبي الناصري | 52,303    | 2.3  | 1       |
| حزب رابطة أبناء اليمن          | 16,155    | 0.7  | 0       |
| تنظيم التصحيح الشعبي الناصري   | 6,170     | 0.3  | 1       |
| الحزب الناصري الديمقراطي       | 4,687     | 0.2  | 1       |
| أحزاب أخرى                     | 11,015    | 0.5  | 0       |
| المستقلين                      | 613,023   | 27.4 | 48      |
| أصوات باطلة                    | 29,943    | -    | -       |
| المجموع                        | 2,262,184 | 100  | 301     |

### 1997
| الحزب                             | الأصوات   | %    | المقاعد | +/-  |
| --------------------------------- | --------- | ---- | ------- | ---- |
| المؤتمر الشعبي العام              | 1.175.343 | 43.1 | 187     | +55  |
| التجمع اليمني للإصلاح             | 637,728   | 23.4 | 53      | -10  |
| التنظيم الوحدوي الشعبي الناصري    | 55,438    | 2.3  | 3       | +2   |
| حزب البعث العربي الاشتراكي        | 20,409    | 0.7  | 2       | -6   |
| حزب البعث العربي الاشتراكي القومي | 10,134    | 0.4  | 0       | جديد |
| الحزب الناصري الديمقراطي          | 9,601     | 0.4  | 0       | -1   |
| حزب الحق                          | 5,587     | 0.2  | 0       | -2   |
| تنظيم التصحيح الشعبي الناصري      | 2,755     | 0.1  | 0       | 0    |
| حزب رابطة أبناء اليمن             | 930       | 0.0  | 0       | 0    |
| أحزاب أخرى                        | 3,400     | 0.1  | 0       | 0    |
| مستقلين                           | 805,636   | 29.5 | 54      | +6   |
| شاغر                              | -         | -    | 2       | -    |
| أصوات باطله                       | 100,408   | -    | -       | -    |
| المجموع                           | 2,827,369 | 100  | 301     | 0    |

### 2003
| الأحزاب                        | الأصوات   | %     | المقاعد |
| ------------------------------ | --------- | ----- | ------- |
| المؤتمر الشعبي العام           | 3,429,888 | 58.0  | 238     |
| التجمع اليمني للإصلاح          | 1,333,394 | 22.6  | 46      |
| الحزب الاشتراكي اليمني         | 277,223   | 3.8   | 8       |
| التنظيم الوحدوي الشعبي الناصري | 109,480   | 1.9   | 3       |
| حزب البعث العربي الاشتراكي     | 40,377    | 0.7   | 2       |
| مستقلين                        |           | .     | 4       |
| الإجمالي (حضور 76.0%)          | 5,912,302 | 100.0 | 301     |
| المصدر : ،                     |           |       |         |

## روابط خارجية
- الموقع الرسمي للجنة العليا للانتخابات والاستفتاء
- أرشيف الانتخابات
- http://www.idea.int